# 李勇 (1963年)
李勇（1963年—），男性，西南石油学院钻井工程专业毕业，北京大学工商管理硕士。中华人民共和国国有企业人物。曾任中国海洋石油集团副董事长、总经理。

## 生平
2003年4月，任中海石油（中国）有限公司天津分公司副总经理。2005年10月，任中海油田服务股份有限公司执行副总裁。2009年4月，升任中海油服总裁。2010年9月，任中海油服首席执行官、总裁。2012年7月，兼任中海油服党委书记。2016年6月，任中国海洋石油总公司总经理助理、中国海洋石油有限公司执行副总裁，渤海石油管理局（有限天津分公司）局长（总经理）、党委书记。2017年3月，任中国石化集团公司副总经理；2019年4月，任中国石油化工集团有限公司副总经理、党组成员。
2020年9月，任中国海洋石油集团党组副书记、副董事长、总经理、非执行董事及薪酬委员会成员。2023年12月，退休。2024年3月15日，他因涉嫌严重违纪违法，接受中央纪委国家监委纪律审查和监察调查。9月11日，李勇黨籍被開除。9月27日，最高人民检察院对李勇下達逮捕令。
2025年4月9日，湖北省襄阳市中级人民法院一审公开开庭审理了中国海洋石油集团有限公司原党组副书记、总经理李勇受贿一案。襄阳市人民检察院起诉指控：1996年至2023年，被告人李勇利用担任中国海洋石油总公司勘探部综合技术处处长、钻井试油处处长，中国海洋石油有限公司钻井完井办主任，中海石油（中国）有限公司天津分公司党委书记、总经理、副总经理，中海油田服务股份有限公司党委书记、首席执行官、总裁、执行副总裁，中国海洋石油集团有限公司党组副书记、总经理等职务上的便利，为有关企业和个人在业务代理、产品销售、职务调整等事项上提供帮助，直接或通过他人非法收受财物共计折合人民币6794万余元。检察机关提请以受贿罪追究李勇的刑事责任。
2025年8月5日，湖北省襄阳市中级人民法院公开宣判中国海洋石油集团有限公司原党组副书记、总经理李勇受贿一案，对被告人李勇以受贿罪判处有期徒刑十四年，并处罚金人民币三百万元；对其受贿所得财物及其孳息依法予以追缴，上缴国库。